# 12678 Gerhardus
12678 Gerhardus è un asteroide della fascia principale. Scoperto nel 1981, presenta un'orbita caratterizzata da un semiasse maggiore pari a 2,5425735 au e da un'eccentricità di 0,1224597, inclinata di 2,46499° rispetto all'eclittica.